# Maria (Siquijor)
Maria (Bayan ng Maria) är en kommun i Filippinerna. Kommunen tillhör provinsen Siquijor och ligger på ön med samma namn. Folkmängden uppgår till 12 275 invånare.

## Bildgalleri

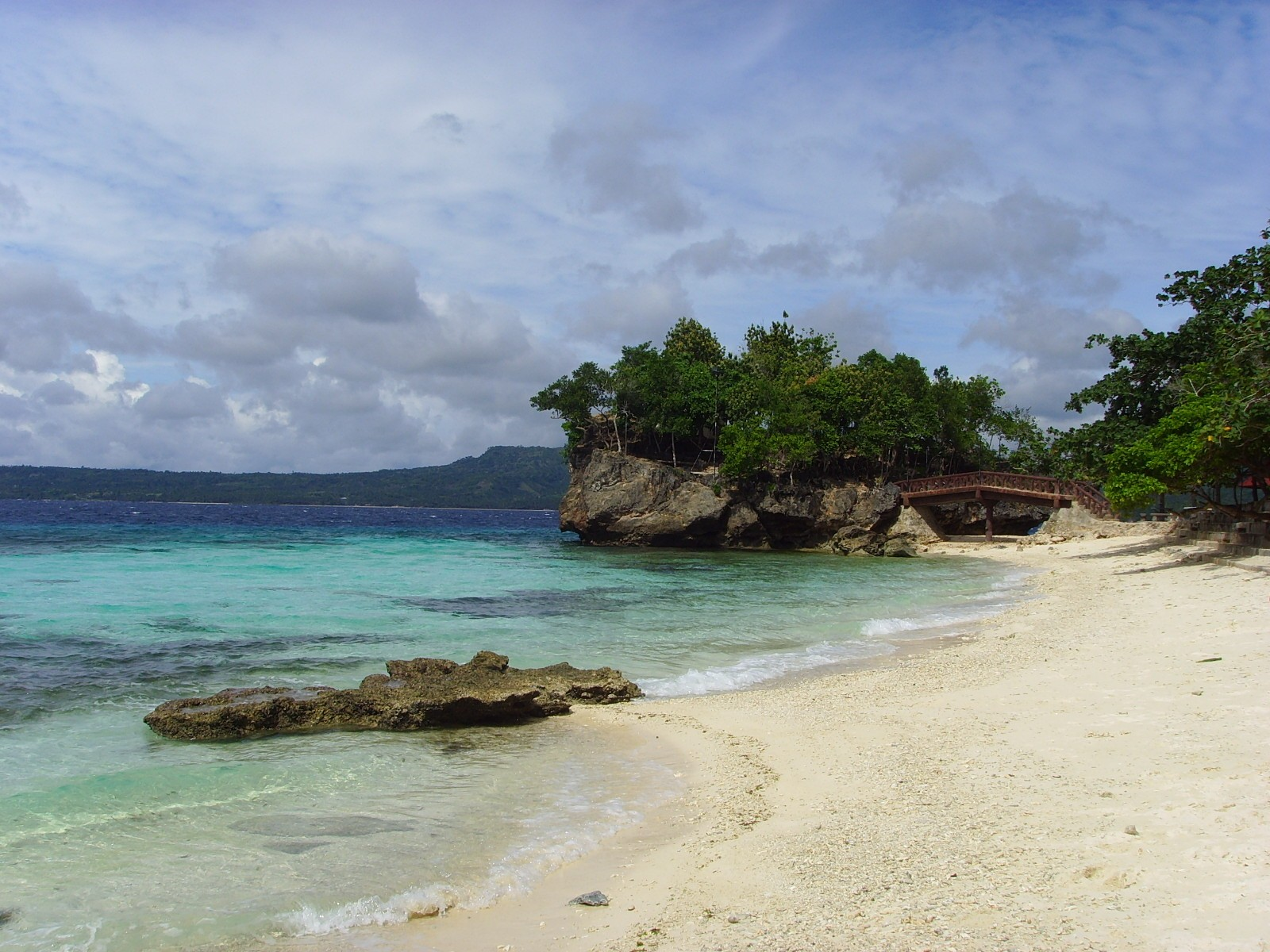

## Barangayer
Maria är indelat i 22 barangayer.
| - Bogo - Bonga - Cabal-asan - Calunasan - Candaping A - Candaping B - Cantaroc A - Cantaroc B - Cantugbas - Lico-an - Lilo-an | - Looc - Logucan - Minalulan - Nabutay - Olang - Pisong A - Pisong B - Poblacion Norte - Poblacion Sur - Saguing - Sawang |